# Đevanje
Đevanje (en serbe cyrillique : Ђевање) est un village de Bosnie-Herzégovine. Il est situé dans la municipalité de Zvornik et dans la république serbe de Bosnie. Selon les premiers résultats du recensement bosnien de 2013, il compte 326 habitants.

## Géographie
Đevanje est situé sur les bords de la Drina, à la hauteur de son confluent avec la Kamenica.

## Démographie

### Évolution historique de la population dans la localité
| 1948 | 1953 | 1961 | 1971 | 1981 | 1991 | 2013 |
| ---- | ---- | ---- | ---- | ---- | ---- | ---- |
| -    | -    | 445  | 339  | 355  | 340  | 326  |

|  |